# بز (فیلم ۲۰۲۶)
بز (انگلیسی: Goat) یک فیلم کمدی، ورزشی آمریکایی در سبک پویانمایی آماده اکران به کارگردانی تایری دیلی‌های است.
این فیلم قرار است در ۱۳ فوریه ۲۰۲۶ توسط گروه سینمایی سونی پیکچرز در ایالات متحده و بریتانیا اکران شود.